# Mahmudije-je Bahrami
Mahmudije-je Bahrami (perski: محموديه بهرامي) – wieś we wschodnim Iranie, w ostanie Kerman. W 2006 roku miejscowość liczyła 337 osób w 76 rodzinach.